# Дженесіо (Канзас)
Дженесіо (англ. Geneseo) — місто (англ. city) в США, в окрузі Райс штату Канзас. Населення — 236 осіб (2020).

## Географія
Дженесіо розташоване за координатами 38°31′1″ пн. ш. 98°9′16″ зх. д. / 38.51694° пн. ш. 98.15444° зх. д. (38.516817, -98.154481).  За даними Бюро перепису населення США в 2010 році місто мало площу 1,51 км², з яких 1,51 км² — суходіл та 0,00 км² — водойми.

## Демографія
Згідно з переписом 2010 року, у місті мешкало 267 осіб у 129 домогосподарствах у складі 73 родин. Густота населення становила 177 осіб/км².  Було 169 помешкань (112/км²).
Расовий склад населення:
| - 95,9 % — білих |

До двох чи більше рас належало 3,4 %. Частка іспаномовних становила 4,1 % від усіх жителів.
За віковим діапазоном населення розподілялося таким чином: 17,6 % — особи молодші 18 років, 61,1 % — особи у віці 18—64 років, 21,3 % — особи у віці 65 років та старші. Медіана віку мешканця становила 52,8 року. На 100 осіб жіночої статі у місті припадало 134,2 чоловіків;  на 100 жінок у віці від 18 років та старших — 129,2 чоловіків також старших 18 років.
Середній дохід на одне домашнє господарство  становив 43 142 долари США (медіана — 34 531), а середній дохід на одну сім'ю — 58 582 долари (медіана — 44 792). За межею бідності перебувало 14,5 % осіб, у тому числі 20,0 % дітей у віці до 18 років та 8,5 % осіб у віці 65 років та старших.
Цивільне працевлаштоване населення становило 145 осіб. Основні галузі зайнятості: виробництво — 22,1 %, освіта, охорона здоров'я та соціальна допомога — 15,2 %, роздрібна торгівля — 11,7 %, сільське господарство, лісництво, риболовля — 11,7 %.